# HMS Polyphemus (1782)
HMS Polyphemus (1782) — 64-пушечный линейный корабль 3 ранга Королевского флота. Заказан 1 декабря 1773 года. Спущен на воду 27 апреля 1782 года на королевской верфи в Ширнесс. Постройка была затянута из-за перенаправления средств на другие проекты. Принадлежал к типу Intrepid сэра Джона Уильямса. Первый корабль Его величества, названный в честь Полифема.

## Служба

### Американская война за независимость
Вступил в строй в марте 1782 года, капитан Уильям Финч (англ. William Finch).
1782 — сентябрь, с флотом адмирала Хау участвовал в снятии осады с Гибралтара; 20 октября был при мысе Спартель; ноябрь, и. о. капитана Томас Потерби (англ. Thomas Potherby); декабрь, капитан Джон Форд (англ. John Ford); затем с эскадрой Хьюза ушёл в Вест-Индию(?), прибыл 8 декабря.
1873 — июнь, вернулся в Англию, выведен в резерв. С декабря малый ремонт в Чатеме по сентябрь 1784 года.

### Французские революционные войны
С декабря 1793 по июнь 1794 малый ремонт и оснащение в Чатеме. Введён в строй в апреле 1794 года, капитан Джордж Ламсдэйн (англ. George Lumsdaine).
1795 — 22 октября взял голландский 74-пушечный Overyssel.
1796 — май-июль, ремонт в Плимуте; флагман Роберта Кингсмилла (англ. Robert Kingsmill) на Ирландской станции (до 1800 года); декабрь, совместно с HMS Apollo взял французский приватир Deux Amis.
1797 — 5 января взял 40-пушечный La Tortue; июнь-август, исправление дефектов в Плимуте.
1799 — ноябрь, ремонт в Чатеме по март 1800.
1800 — август, капитан Джон Лоуфорд (англ. John Lowford), сменил Ламсдэйна.
9 августа вышел из Ярмута с эскадрой вице-адмирала Диксона (флагман HMS Monarch) назначением в Данию. Из-за отсутствия ветра быстрые корабли должны были буксировать медленные, и только 15-го они достигли Скагеррака. На следующий день вся эскадра продвинулась до входа в Зунд, где датчане поставили на якоре три 74-пушечных корабля, а позже усилили четвёртым, между замком Кронберг и шведским берегом. Из-за шторма адмирал перевёл эскадру на защищённый рейд Эльсинор; затем на HMS Romney отправился в Софиенберг для консультации с лордом Уитвортом, который вёл переговоры с датскими министрами. После того как вопрос был решён, эскадра в сентябре вернулась в Ярмут.
1801 — 2 апреля был при Копенгагене, потерял 6 человек убитыми и 25 ранеными.
Потери Polyphemus были: Джеймс Белл (англ. James Bell) мичман, четверо матросов и один морской пехотинец убиты, а Эдвард Берр (англ. Edward Burr), боцман, двадцать матросов и четверо морских пехотинцев ранены. Дивизион Северного моря под командованием контр-адмирала Грейвза (флагман Polyphemus) вернулся в Ярмут с Балтики 13 июля, а затем вышел на соединение с эскадрой адмирала Диксона для блокады голландского флота в Текселе (эскадра включала Veteran, Ruby, Otter, Vesuvius, Bruizer, Cracker, Hasty, Teazer, Pincher, Alecto, Sulphur, Explosion, Speedwell, Queen, Speculator и Espiègle).
1802 — апрель, выведен в резерв и поставлен в отстой.

### Наполеоновские войны
1804 — март-сентябрь, ремонт и оснащение в Чатеме; введён в строй в апреле, по-прежнему капитан Лоуфорд; вошёл в состав Флота Канала; 7 декабря у мыса Санта-Мария взял испанский Santa Gertruyda (36).
1805 — 21 октября был при Трафальгаре, в подветренной колонне Коллингвуда, потерял 2 убитыми и 4 ранеными.
1806 — июнь, капитан Роберт Редмилл (англ. Robert Redmill), сменил Лоуфорда; 14 июля с эскадрой Худа был при Рошфоре; на следующий день его шлюпки (вместе с остальными) взяли у Жиронды французский César (18); повторно введён в строй в июле;
В июле был с эскадрой лорда Сент-Винсента у острова Уэссан, а 14-го его шлюпки, вместе с другими с эскадры, были приняты на HMS Iris, чтобы поддержать атаку сэра Сэмюэля Худа на HMS Indefatigable под Рошфором на два французских корвета и конвой у входа в Гаронну. Погода 15-го представлялась подходящей, но после того как шлюпки отошли, раздул сильный ветер и хотя им удалось захватить 18-пушечный бриг César, они не смогли предотвратить бегство конвоя вверх по реке. Многие шлюпки, когда попали под огонь батарей и бывшего британского брига Teaser, были либо прострелены, либо так сильно продавлены, что их залило, что пришлось обрубить их буксирные. Потери Polyphemus были лёгкие: Уильям Андерсон (англ. William Anderson), старшина рулевых, получил порез ладони, и Флеминг (англ. W. Fleming) рулевой шлюпки, рассек бровь.
Сентябрь, капитан Джозеф Мэйсфилд (англ. Joseph Masefield); октябрь, капитан Джон Бротон (англ. John Broughton), и в том же месяце капитан питер Хейвуд (англ. Peter Heywood), флагман контр-адмирала Джорджа Мюррея.
1807 — с ним же в операциях в реке Ла Плата.
1808 — январь-февраль, малый ремонт в Портсмуте; май, капитан Уильям Прайс Камби (англ. William Price Cumby), флагман вице-адмирала Бартоломью Роули; 2 июля ушел на Ямайку; 15 ноября его шлюпки взяли у Санто-Доминго 3-пушечный французский Colibri.
В июле пошёл на Ямайку с большим конвоем торговых судов, где вице-адмирал должен был вступить в должность. Поскольку он жил на берегу и держал флаг на HMS Shark, Polyphemus мог крейсировать в поисках противника. Утром 14 ноября он послал шлюпки под командованием лейтенанта Джозефа Дэли (англ. Joseph Daly) на баркасе, в погоню за шхуной, пытавшейся пройти в порт Сан-Доминго. Час спустя они уже поднялись на неё под градом картечи и пуль и взяли на абордаж, причём морской пехотинец Сэмюэль Кромптон (англ. Samuel Crompton) был убит. Шхуна оказалось французской Colibry, три пушки и 63 человека, под командованием лейтенанта Дейрисса (фр. Deyrisse).
1809 — 17 апреля участвовал в захвате 74-пушечного l’Hautpoult.
В июне капитан Камби был назначен командовать эскадрой, состоящей из Polyphemus, Aurora, Tweed, Sparrow, Thrush, Griffon, Lark, Moselle, Fleur-de-Mer и Pike. 7 июня они покинули Порт-Ройял с войсками генерал-майора Кармайкла на борту, в помощь испанцам, осадившим французов в Сан-Доминго. 1 июля Polyphemus встал на якорь в Калета и передал 8 пушек с нижней палубы на шлюп Sparrow, для доставки в Паленке, на батарею к западу от города. Позже две из них были перевезены капитаном Sparrow Бертом (англ. Burt) из бухты Андре на восточную батарею, около 30 миль по почти непроходимой местности. Французский гарнизон сдался 6 июля.
1811 — март, капитан Камби был назначен на HMS Hyperion, вместо него капитан Томас Грейвз (англ. Thomas Graves), Ямайская станция; октябрь, временный капитан Николас Пэйтшелл (англ. Nicholas Pateshall); декабрь, капитан Корнелиус Квинтон (англ. Cornelius Quinton), флагман вице-адмирала Чарльза Стирлинга, Ямайка.
1812 — январь, капитан Питер Дуглас (англ. Peter Douglas); ноябрь, выведен в резерв.
1813 — март-сентябрь, переделан в плавучий пороховой склад, Чатем; до 1815 года в отстое в Чатеме, затем пороховой склад в реке Медвей по 1826 год.
1826 — февраль-апрель, подготовлен в отстой в Чатеме.
Разобран в Чатеме 15 сентября 1827 года.